# Рауль де Монтекларо
«Рауль де Монтекларо» (исп. Raul de Monteclaro) — пещера с петроглифами в Доминиканской республике.
На территории Доминиканской Республики находится большое количество пещер. Севернее города Монтекларо местным жителем была обнаружена пещера с 61 петроглифом, получившая своё название от автора находки и местности. В изучении пещеры принимал участие ученый Адольфо Лопес. Пещера остается до конца не изученной.